# Coenochilus dollmani
Coenochilus dollmani är en skalbaggsart som beskrevs av Schein 1956. Coenochilus dollmani ingår i släktet Coenochilus och familjen Cetoniidae. Inga underarter finns listade i Catalogue of Life.